# ロベイシ・ラミレス
ロベイシ・ラミレス（Robeisy Ramírez、1993年12月20日 - ）は、キューバのプロボクサー。シエンフエーゴス州シエンフエーゴス出身。元WBO世界フェザー級王者。ロンドンオリンピックフライ級、リオデジャネイロオリンピックバンタム級金メダリスト。
ロベイシー・ラミレスとも表記される。

## 来歴

### アマチュア時代
2010年4月、バクーで行われたAIBA世界ユース選手権にバンタム級（54kg）で出場し金メダルを獲得。同年、シンガポールで行われたユースオリンピックにバンタム級で出場し金メダルを獲得した。
2011年、パンアメリカン競技大会にフライ級で出場し、決勝でドミニカ共和国のダゴベルト・アグエロに24–10のポイントで勝利し金メダルを獲得した。
2012年、ロンドンオリンピックにフライ級（52kg）で出場し、1回戦で須佐勝明、準決勝でマイケル・コンランに勝利、決勝でモンゴルツグスソグ・ニヤンバヤルに17–14のポイントで勝利し金メダルを獲得した。
2013年、アルマトイで行われた世界ボクシング選手権にバンタム級（56kg）で出場し、準々決勝で敗退した。
2016年、リオデジャネイロオリンピックにバンタム級（56kg）で出場し、準決勝でムロジョン・アフマダリエフに勝利すると、続く決勝でシャクール・スティーブンソンに2-1の判定で勝利し金メダルを獲得した。

### プロ時代
2018年7月、メキシコのアグアスカリエンテスでキューバナショナルチームのトレーニングキャンプから逃げ出して亡命した。
2019年5月24日、トップランク社と契約を結びプロに転向した。
2019年8月10日、フィラデルフィアのリアコウラス・センターでアダン・ゴンサレスを相手にプロデビュー戦を行い、4回1-2の判定負け。黒星デビューとなった。
2020年7月2日、ラスベガスのMGMグランド内ザ・バブルでアダン・ゴンサレスと再戦し、6回3-0の判定勝ちを収めリベンジに成功した。
2021年10月9日、ラスベガスのT-モバイル・アリーナにてタイソン・フューリー対デオンテイ・ワイルダーの前座でオーランド・ゴンサレス・ルイスとNABFスーパーバンタム級王座決定戦を行い、10回3-0の判定勝ちを収め王座獲得に成功した。
2022年6月18日、ニューヨークのフールー・シアターにてアルツール・ベテルビエフ対ジョー・スミス・ジュニアの前座でWBO世界フェザー級4位のエイブラハム・ノバとWBOグローバル・USBAフェザー級王座決定戦を行い、5回2分20秒KO勝ちを収め王座獲得に成功した。
2022年10月29日、フールー・シアターにてホセ・マティアス・ロメロと対戦し、9回2分20秒でTKO勝ちを収めた。当初は、元WBO世界スーパーバンタム級王者のヘスス・マクダレノと対戦する予定だったが、マグダレノが手を怪我して出場出来なくなったことにより、代役であるロメロとの対戦となった。
2023年1月27日、WBO世界フェザー級王者エマヌエル・ナバレッテのスーパーフェザー級王座挑戦に伴い、4月1日に元WBO世界スーパーバンタム級王者でフェザー級1位のアイザック・ドグボエと2位のラミレスによる暫定王座決定戦が行われることが、主催のトップランクによって発表された。
2023年2月11日、スーパーフェザー級王座の獲得に成功したナバレッテがフェザー王座を返上したことに伴い、ドグボエ対ラミレス戦は王座決定戦に昇格した。
2023年4月1日、タルサのハード・ロック・ホテル & カジノにてアイザック・ドグボエとWBO世界フェザー級王座決定戦を行い、12回3-0（118-109、119-108、117-110）の判定勝ちを収め王座獲得に成功した。
2023年7月25日、有明アリーナにてスティーブン・フルトン 対 井上尚弥の前座でWBO世界フェザー級12位の清水聡と対戦し、5回1分8秒TKO勝ちを収め王座初防衛に成功した。
2023年12月9日、ペンブロークパインズのチャールズ・F・ドッジ・シティ・センターにてWBO世界フェザー級10位のラファエル・エスピノサと対戦し、12回0-2（111-115、112-114、113-113）の判定負けを喫し防衛に失敗、王座から陥落した。
2024年6月29日、フロリダ州マイアミのジェームズ・L・ナイト・センターにてNABOフェザー級タイトルマッチでNABO同級王者ならびにWBO世界同級6位のブランドン・レオン・ベニテスに挑戦し、7回2分46秒KO勝ちを収め王座獲得と再起に成功した。なお、前日計量で王者のベニテスが体重超過により王座を剥奪され、試合はラミレスが勝利した場合のみ王座獲得となる変則ルールで行われた。
2024年9月4日、WBOはWBO世界フェザー級王者のラファエル・エスピノサと元WBO世界同級王者で同級1位のラミレスとの再戦を指令した。その後、2024年10月11日にWBO本部にて最低入札額15ドル（約2000円）からの入札が行われる予定だったが、締め切り直前に両者とも合意したため入札は回避された。

## 戦績
- プロボクシング：17戦 14勝 (9KO) 3敗

| 戦           | 日付           | 勝敗 | 時間    | 内容    | 対戦相手                         | 国籍           | 備考                                        |
| ------------ | -------------- | ---- | ------- | ------- | -------------------------------- | -------------- | ------------------------------------------- |
| 1            | 2019年8月10日  | ★    | 4R      | 判定1-2 | アダン・ゴンサレス               | アメリカ合衆国 | プロデビュー戦                              |
| 2            | 2019年11月9日  | ☆    | 6R 1:37 | KO      | フェルナンド・イバラ・デ・アンダ | メキシコ       |                                             |
| 3            | 2020年2月21日  | ☆    | 4R 2:59 | KO      | ラファエル・モラレス             | アメリカ合衆国 |                                             |
| 4            | 2020年6月9日   | ☆    | 1R 0:54 | TKO     | ユーリ・アンドゥハー             | ドミニカ共和国 |                                             |
| 5            | 2020年7月2日   | ☆    | 6R      | 判定3-0 | アダン・ゴンサレス               | アメリカ合衆国 |                                             |
| 6            | 2020年9月19日  | ☆    | 8R      | 判定3-0 | フェリックス・カラバロ           | プエルトリコ   |                                             |
| 7            | 2020年12月12日 | ☆    | 6R 2:58 | TKO     | ブランドン・バルデス             | コロンビア     |                                             |
| 8            | 2021年5月22日  | ☆    | 6R      | 判定3-0 | ライアン・リー・アレン           | アメリカ合衆国 |                                             |
| 9            | 2021年10月9日  | ☆    | 10R     | 判定3-0 | オーランド・ゴンサレス・ルイス   | プエルトリコ   | NABF北米フェザー級ジュニア王座決定戦        |
| 10           | 2022年2月26日  | ☆    | 3R 1:04 | TKO     | エリック・ドノヴァン             | アイルランド   |                                             |
| 11           | 2022年6月18日  | ☆    | 5R 2:20 | TKO     | エイブラハム・ノバ               | プエルトリコ   | WBOグローバル・USBA全米フェザー級王座決定戦 |
| 12           | 2022年10月29日 | ☆    | 9R 2:20 | TKO     | ホセ・マティアス・ロメロ         | アルゼンチン   |                                             |
| 13           | 2023年4月1日   | ☆    | 12R     | 判定3-0 | アイザック・ドグボエ             | ガーナ         | WBO世界フェザー級王座決定戦                 |
| 14           | 2023年7月25日  | ☆    | 5R 1:08 | TKO     | 清水聡（大橋）                   | 日本           | WBO防衛1                                    |
| 15           | 2023年12月9日  | ★    | 12R     | 判定0-2 | ラファエル・エスピノサ           | メキシコ       | WBO陥落                                     |
| 16           | 2024年6月29日  | ☆    | 7R 0:15 | TKO     | ブランドン・レオン・ベニテス     | メキシコ       | NABO北米フェザー級タイトルマッチ            |
| 17           | 2024年12月7日  | ★    | 6R 0:12 | TKO     | ラファエル・エスピノサ           | メキシコ       | WBO世界フェザー級タイトルマッチ             |
| テンプレート |                |      |         |         |                                  |                |                                             |

## 獲得タイトル
アマチュア
- ロンドンオリンピックフェザー級金メダル
- リオデジャネイロオリンピックバンタム級金メダル

プロ
- NABF北米フェザー級ジュニア王座
- WBOグローバルフェザー級王座
- USBAフェザー級王座
- WBO世界フェザー級王座 (防衛1)
- NABOフェザー級王座